# Europawahl in Frankreich 1989
- Koalition d.Linken (PCF): 7
- Sozialisten (PS): 22
- Grüne (Verts): 8
- RBW: 1
- Liberaldemokraten (UDF): 13
- Europäische Volkspartei (UDF): 6
- fraktionslos (UDF): 1
- Sammlungsbewegung d.Europäischen Demokraten  (RPR): 13
- Rechte (FN): 10

Die Europawahl in Frankreich 1989 fand am 15. Juni im Rahmen der EG-weiten Europawahl 1989 statt. In Frankreich wurden 81 der 518 Sitze im Parlament vergeben.

## Ergebnis
Die Wahlbeteiligung in Frankreich lag bei 48,8 %.
| Liste Partei(en)                                                                                  | Spitzenkandidat          | Stimmen    | Anteil  | Sitze | ±  | Fraktion |
| ------------------------------------------------------------------------------------------------- | ------------------------ | ---------- | ------- | ----- | -- | --- |
| L’Union UDF-RPR Union pour la démocratie française, Rassemblement pour la République              | Valéry Giscard d’Estaing | 5.242.038  | 28,88 % | 26    | −5 | Sammlungsbewegung der Europäischen Demokraten (13), Liberale und Demokraten (12), Europäische Volkspartei (1) |
| Majorité de progrès pour l’Europe Parti socialiste, Mouvement des radicaux de gauche              | Laurent Fabius           | 4.286.354  | 23,61 % | 22    | +2 | Sozialisten                                                                                                   |
| Front d’opposition nationale pour l’Europe des patries Front National                             | Jean-Marie Le Pen        | 2.129.668  | 11,73 % | 10    | ±0 | Europäische Rechte                                                                                            |
| Les Verts - Europe - Écologie Les Verts, Unione di u Populu Corsu                                 | Antoine Waechter         | 1.922.945  | 10,59 % | 9     | +9 | Grüne (8), Regenbogen (1)                                                                                     |
| Le Centre pour l’Europe Centre des démocrates sociaux (Teil der UDF)                              | Simone Veil              | 1.529.346  | 8,43 %  | 7     | −3 | Europäische Volkspartei (5), Liberale und Demokraten (1), fraktionslos (1)                                    |
| Liste de rassemblement présentée par le PCF Parti communiste français                             | Philippe Herzog          | 1.401.171  | 7,72 %  | 7     | −3 | Koalition der Linken                                                                                          |
| Chasse - Pêche - Tradition Chasse, pêche, nature et traditions                                    | André Goustat            | 749.741    | 4,13 %  | –     | –  | – |
| Lutte ouvrière                                                                                    | Arlette Laguiller        | 258.663    | 1,43 %  | –     | –  | – |
| Liste apolitique pour la protection des animaux et de leur environnement (ökologische Bewegungen) | Arlette Alessandri       | 188.573    | 1,04 %  | –     | –  | – |
| L’Alliance (diverse Rechte)                                                                       | Henri Joyeux             | 136.230    | 0,75 %  | –     | –  | – |
| Pour l’Europe des travailleurs et de la démocratie Mouvement pour un Parti des Travailleurs       | Marc Gauquelin           | 109.523    | 0,60 %  | –     | –  | – |
| Europe rénovateurs Unabhängige der PCF                                                            | Claude Llabres           | 74.327     | 0,41 %  | –     | –  | – |
| Génération Europe (diverse Rechte)                                                                | Gérard Touati            | 58.995     | 0,33 %  | –     | –  | – |
| Rassemblement pour une France libre Parti ouvrier Européen                                        | Jacques Cheminade        | 32.295     | 0,18 %  | –     | –  | – |
| Initiative pour une démocratie européenne (europäische Föderalisten)                              | Franck Biancheri         | 31.547     | 0,17 %  | –     | –  | – |
| Summe                                                                                             | Summe                    | 18.151.416 |         | 81    | ±0 | |